# Tilton on the Hill
Tilton on the Hill är en by i civil parish Tilton on the Hill and Halstead, i distriktet Harborough, i grevskapet Leicestershire i England. Byn är belägen 13 km från Melton Mowbray. Civil parish hade 152 invånare år 1931. Byn nämndes i Domedagsboken (Domesday Book) år 1086, och kallades då Tile/Tillintone.